# Folilco (Máfil)
Folilco es un caserío de la comuna de Máfil, ubicada en la parte noreste de la comuna.
Aquí se encuentra la Escuela Particular San José de Folilco.

## Accesibilidad y transporte
Folilco se encuentra a 13,9 km de la ciudad de Máfil a través de la Ruta T-335.